# Владислав Літманович
Владислав Літманович (пол. Władysław Litmanowicz) справж. Абрам Вольф (пол. Abram Wolf; 20 лютого 1918 — 31 березня 1992) — польський шахіст, журналіст, шаховий функціонер і суддя єврейського походження. Юрист за освітою, у повоєнні роки суддя в сталінських процесах, виносив смертні вироки діячам польського підпільного руху за незалежність.

## Життєпис
1939 році здобув ступінь магістра на Юридичному факультеті Варшавського університету. У червні 1941 року був депортований вглиб СРСР. Працював бухгалтером у колгоспі в Кагальнику під Азовом. У серпні 1941 року мобілізований до лав Червоної Армії і направлений у місячну Школу нижчого офіцерського складу. Після закінчення школи служив молодшим офіцером у підрозділах Червоної Армії. 11 серпня 1944 переведений у Польську Народну армію.
У 1947—1952 роках був суддею Військового Районного Суду в Кракові, Кельцях і Варшаві. На цій посаді брав участь у сталінських процесах, зокрема, в процесі Тадеуша Клуковського і Георгія Кужепи, засуджених на смертну кару у Варшаві 1 жовтня 1952 року за статтею 86 KKWP. До смертної кари засудив також лейтенанта АК Едмунда Буковського, чиї останки виявлені тільки 2013 року на Kwaterze na Łączce.
У 1952—1955 роках був oficerem do zleceń doradcy szefa ГПУ ВП полковника В. Зайцева.
Кар'єру в Народному Війську Польському завершив 1955 року у званні майора (переведений в резерв).
У післявоєнний період належав до розширеної когорти провідних польських шахістів. Від 1948 до 1955 року п'ять разів виступив у фіналі чемпіонату Польщі, найкращий результат показавши 1951 року в Лодзі, де посів VIII місце. Від 1951 року був віце-президентом Шахової секції ГКФК, відіграючи в її діяльності головну роль. Завдяки своїй організаційній діяльності брав участь у представницьких турнірах. У 1952 році виступив на міжнародному турнірі в Мендзиздроє, а також представляв Польщу на шаховій олімпіаді в Гельсінках (набрав 0,5 очка в 4 партіях).
Від початку 50-х років зайнявся письменницькою і журналістською роботою. Від середини десятиліття присвятив себе їй повністю, припинивши активну участь у змаганнях. У період 1950—1984 без перерви обіймав посаду головного редактора щомісячника Шахи. Також від 1950 року вів шаховий відділ у газеті Трибуна Люду. До середини 80-х років. редагував шахові колонки в декількох журналах, таких, наприклад, як: Express Wieczorny, Perspektywy, Żołnierz Polski, Żołnierz Wolności, Świat Młodych та інших. В 1956—1970 роках обіймав різні посади в Польському шаховому союзі, зокрема був головою ради тренерів, віце-президентом з питань спорту і генеральним секретарем. У 1982 році отримав звання почесного члена ПШС. Від 1964 року обіймав посаду делегата ПШС до ФІДЕ, потім у 1970—1972 роках був членом Комісії з правил ФІДЕ, а з 1978 по 1982 — її секретарем. 1968 року отримав звання судді міжнародного класу. У своїй суддівській кар'єрі виконував функції арбітра, зокрема на трьох олімпіадах (1980, 1984, 1986), командному чемпіонаті світу (1985) і на багатьох інших міжнародних турнірах високого рангу.
За свої журналістські та публіцистичні досягнення 1973 року був нагороджений Хрестом кавалера, а 1982-го Хрестом офіцера Ордену Відродження Польщі. Має один з найбільших доробків серед усіх польських авторів, які писали про шахи. Відмінною рисою його творчості була передусім різноманітність тематики.
Похований на Комунальному північному цвинтарі у Варшаві.

## Особисте життя
Дружиною Владислава Літмановича була Мирослава Літманович, провідна польська шахістка 1960-х років, міжнародна майстриня від 1967 року, чемпіонка Польщі 1968 року, а також п'ятиразова учасниця шахових олімпіад (у 1957—1972 роках).

## Окремі публікації
- Obrona słowiańska — Warszawa 1951
- Międzynarodowy turniej szachowy Sopot 1951 — Warszawa 1953
- Reflektorem po szachownicach świata — Warszawa 1957 (wspólnie z E.Arłamowskim i A.Szymańskim)
- Dykteryjki i ciekawostki szachowe — Warszawa 1971 (II wydanie 1974)
- Polscy szachiści 1945—1975 — Warszawa 1976
- Polscy szachiści 1945—1980 — Warszawa 1982
- Nowe dykteryjki i ciekawostki szachowe — Warszawa 1983
- Szachy od A do Z — dwutomowa encyklopedia, Warszawa 1986 (tom I) i 1987 (tom II) (wraz z J.Giżyckim)